# Țvi Herș Guttman
Țvi Herș Guttman (n. 24 noiembrie 1893, Huși, Vaslui, România – d. 17 august 1973, Tel Aviv, Israel) a fost un rabin român și israelian, unul dintre liderii comunității evreiești bucureștene în perioada 1920-1961 și supraviețuitor al pogromului de la București. El a fost membru in Consiliul rabinilor din Romania și Av Beit Din, președinte al tribunalului rabinic din București. A fost activ și în mișcarea sionistă religioasă Mizrahi. După anul 1961 s-a stabilit la Tel Aviv.

## Biografie

### Familia, copilăria și tinerețea
Tvi Herș Guttman s-a născut în 1893 la Huși într-o familie de evrei evlavioși, descendenți ai lui Baal Șem Tov și înrudiți cu familia rabinilor hasidici Ruzhin, care au fost faimoși în Podolia, Bucovina și Galiția de est. Tatăl său s-a numit Arie Guttman, iar mama sa Hava Beile născută Rabinovici. Când Țvi a avut vârsta de 3 ani familia s-a mutat la Buhuși.
În copilaria de la la Buhuși Guttman a crescut într-o atmosferă impregnată de învățătura hasidică și a învățat la ieșiva Beit Israel din oraș. Deja la 14 ani învățătorii săi l-au găsit demn de a-l trimite să predice și să țina conferințe în diverse alte comunități. Unul din evreii înstăriți din regiune i-a propus o bursă de studii pentru a învăța la Seminarul ortodox rabinic din Berlin, dar tatăl său s-a împotrivit, preferând ca fiul său să continue învățătura la ieșiva din Buhuși, la Curtea admorului țadik "Bohusher Rebbe", Isac Friedman, nepotul rabinului Israel din Rujîn. De tânăr, s-a simțit Guttman atras și de ideile sioniste, mai ales după ce a asistat la Iași la o conferintă a lui Nahum Sokolov.
La 17 ani Guttman a primit diploma de rabin de la mai marii rabinilor din România, între care Bețalel Zeev Șafran și Haim Mordehai Roller, de asemenea a primit autorizații de la rabinii Menahem Yehuda Landau din Botoșani, Haim Yehuda Leibel, precum și de la cumnatul său, rabinul Șimșon aharon  Derbermediger din Buhuși. 
La 18 ani Guttman s-a însurat cu Ethel născută Schechter. În anul următor a devenit rabin la Codăești și a întemeiat acolo o ieșivă.

### Activitatea la București
În 1920 Guttman s-a stabilit cu familia la București, unde a înaintat cu repeziciune în ierarhia rabinică a orașului.  
El a predat la Hevrat Shas pe care o înființase rabinul Iacob Ițhak Niemirower și a fost ales membru în Consiliul rabinic din Romania și în postul de Av Beit Din, președinte al tribunalului rabinic din București. A devenit vestit pentru soluțiile halahice pe care le-a găsit pentru starea civilă a acelor femei ai căror soți au dispărut în vreme de război sau alte izbeliști. 
După venirea la București rabinul Guttman a slujit la Sinagoga Hamidraș Haiașan (Școala cea veche) de pe Calea Moșilor și s-a numărat si printre fondatorii secției din București al mișcării sioniste religioase Mizrahi și a fost ales presedintele ei. De asemenea a fost ales membru in Comitetul Executiv al Mișcării Sioniste din România care era format din nouă membri.   
A avut cinci copii, dintre care cei mari erau Iacob, avocat, doctor în drept și filozofie, și Iosef, ziarist, doctor în literatură și filozofie.

### ÎnPogromul de la București
La 21 ianuarie 1941, în timpul Rebeliunii legionare, o bandă de legionari i-au scos din casă pe rabinul Guttman, împreună cu fiii săi mai mari, Iacob (Iancu), de 27 ani, și Iosif, de 25 ani pentru vina de a fi evrei. Rabinul și fiii săi au fost supuși până dimineata la acte de violența si torturi și apoi au fost duși pentru a fi împușcați în pădurea Jilava. Fiii săi au pierit, în timp ce rabinul a scăpat ca prin minune de gloanțele asasinilor și a izbutit să se întoarcă în oraș. A ajuns la o stație de poliție care căzuse și ea în mâinile legionarilor. Aceștia l-au luat iarăși în pădure pentru a-l executa, dar și de data aceasta gloanțele l-au ocolit. După două zile de foamete, chinuri și lovituri din partea pogromiștilor care au vrut să-l silească să-și facă crucea, armata a restaurat ordinea în zonă și viața i-a fost salvată.

### În zilele regimului comunist în România
La o perioada scurtă dupa căderea regimului militar-fascist în Romania, el a fost urmat de regimul comunist care a dezlantuit, între altele, un val de prigoane împotriva activistilor sioniști. În 1954 a fost arestat fiul rabinului, si el rabin, Efraim Guttman după intervenții ale unor numeroși factori din țară și străinătate, inclusiv din Statele Unite, acesta a fost eliberat după numai o lună de detențiune. 
În 1961 rabinul Guttman și familia sa au primit permisiunea de a emigra în Israel.

### Activitatea în Israel
Familia Guttman s-a stabilit la Tel Aviv unde rabinul Țvi a fondat un centru comunitar al israelienilor originari din România, care a inclus și o sinagogă dedicată memoriei celor doi fii ai săi, Iacob și Iosef. Locul a devenit curând un centru spiritual al multora din imigranții evrei originari din România.
Soția rabinului, Ethel, a decedat în 1958. Ea a fost înmormântată la cimitirul Filantropia din Bucuresti, alături de cei doi fii mai mari. Rabinul Țvi Guttman a decedat în august 1973 la Tel aviv si a fost înmormântat la cimitirul Nahlat Itzhak. 
După decesul rabinului Țvi, conducerea centrului și a sinagogii a fost continuată de fiul său, rabinul Efraim Guttman.

### Viața privată
În afara fiilor mai mari, Iacob și Iosif, pierduți în pogromul din București în ianuarie 1941, rabinul Tzvi Hersh Guttman a mai avut trei copii:Hava Hess, medic si conferentiara la Universitatea Ebraică din Ierusalim, Itzhak Ben Tzvi, inginer aeronautic, care a fost director adjunct al Industriei aerospațiale israeliene si  conferențiar in aeronautică la Technionul din Haifa și la Universitatea Tel Aviv precum si Efraim Guttman, rabin la Tel Aviv.

## Cărți
- כרם צבי - ספר דרשות, Sefer drashot (Carte de predici) București 1939-1940, בבוקרשט, שנת ת"ש.
- ארץ הצבי - Eretz Hatzvi, - (Țara cerbului - numele face aluzie la numele autorului Tzvi)

culegere de response rabinice, înnoiri și manuscrise- publicată postum
- Sheerit Yaakov veYossef - divrey hagut meizvonam shel banav-

scrieri filozofice din patrimoniul fiilor - cu citate si prefețe de rabinul T.H.Guttman, 1967-1968
- Maayan sheharav - Un izvor pustiit - carte de articole in memoria rabinului T.H.Guttman - aparuta postum, 1973-1974